# St. Peter und Paul (Blankenheimerdorf)

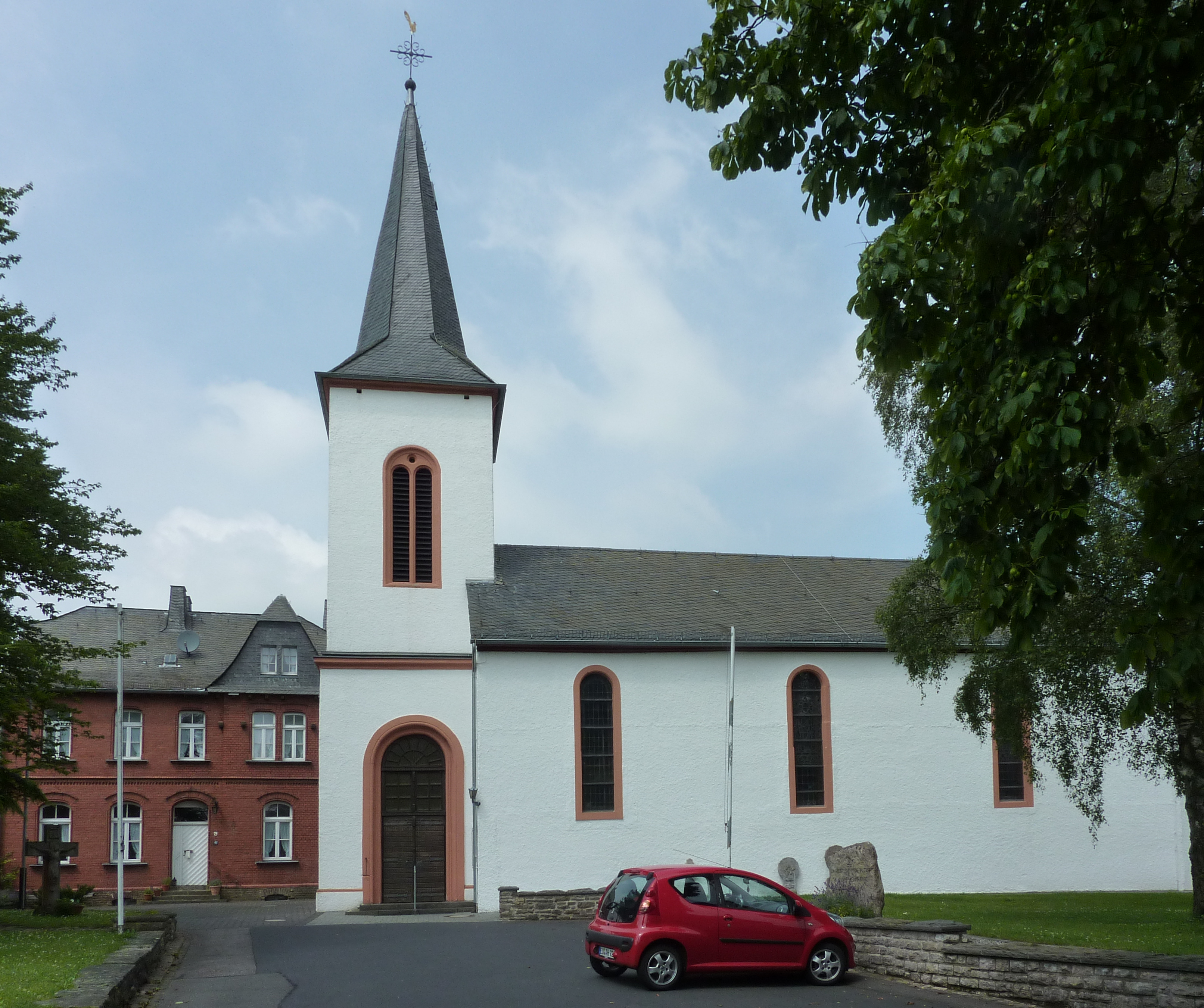
St. Peter und Paul in Blankenheimerdorf

St. Peter und Paul ist die römisch-katholische Pfarrkirche des Blankenheimer Ortsteils Blankenheimerdorf im Kreis Euskirchen in Nordrhein-Westfalen.

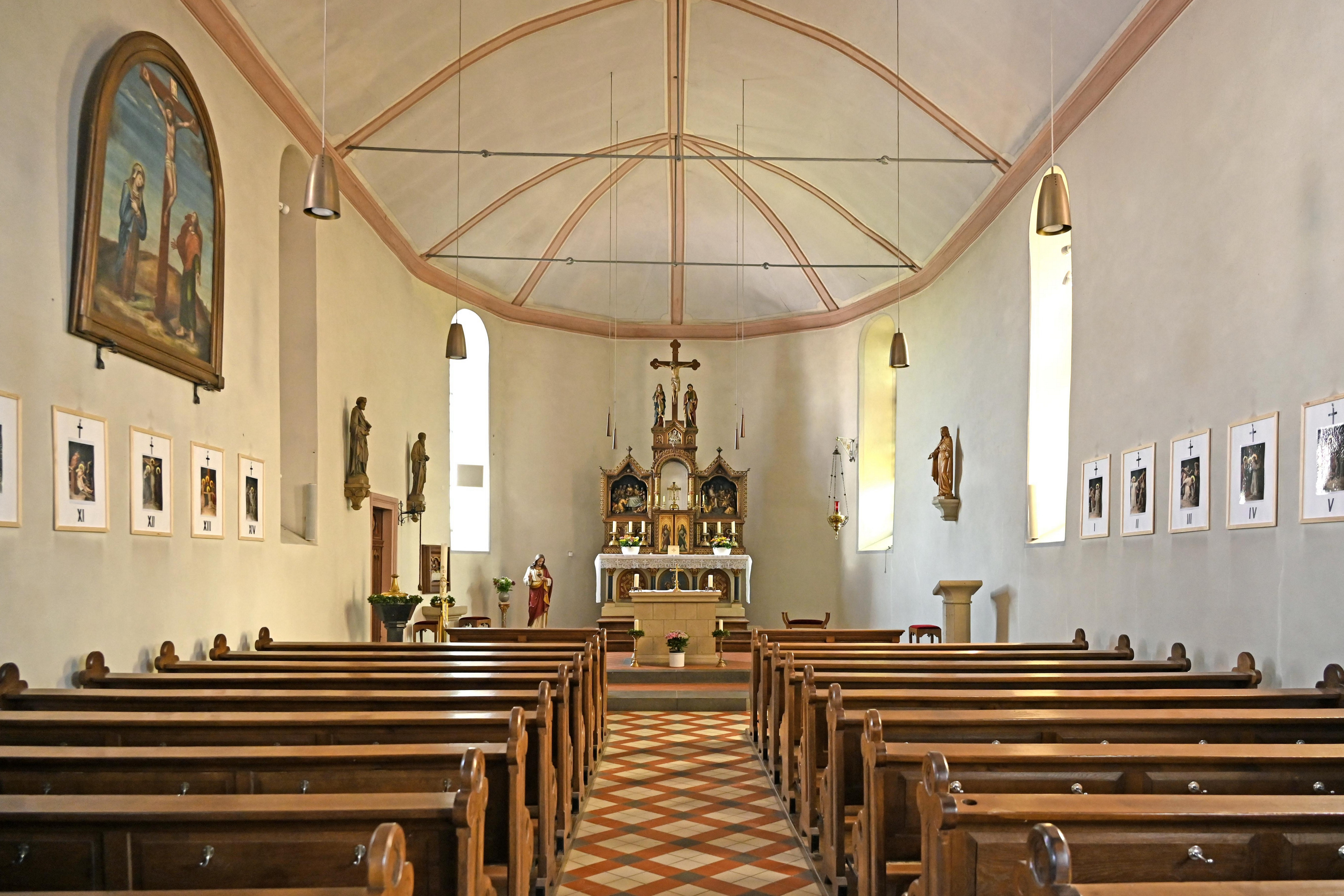
Blick ins Kirchenschiff

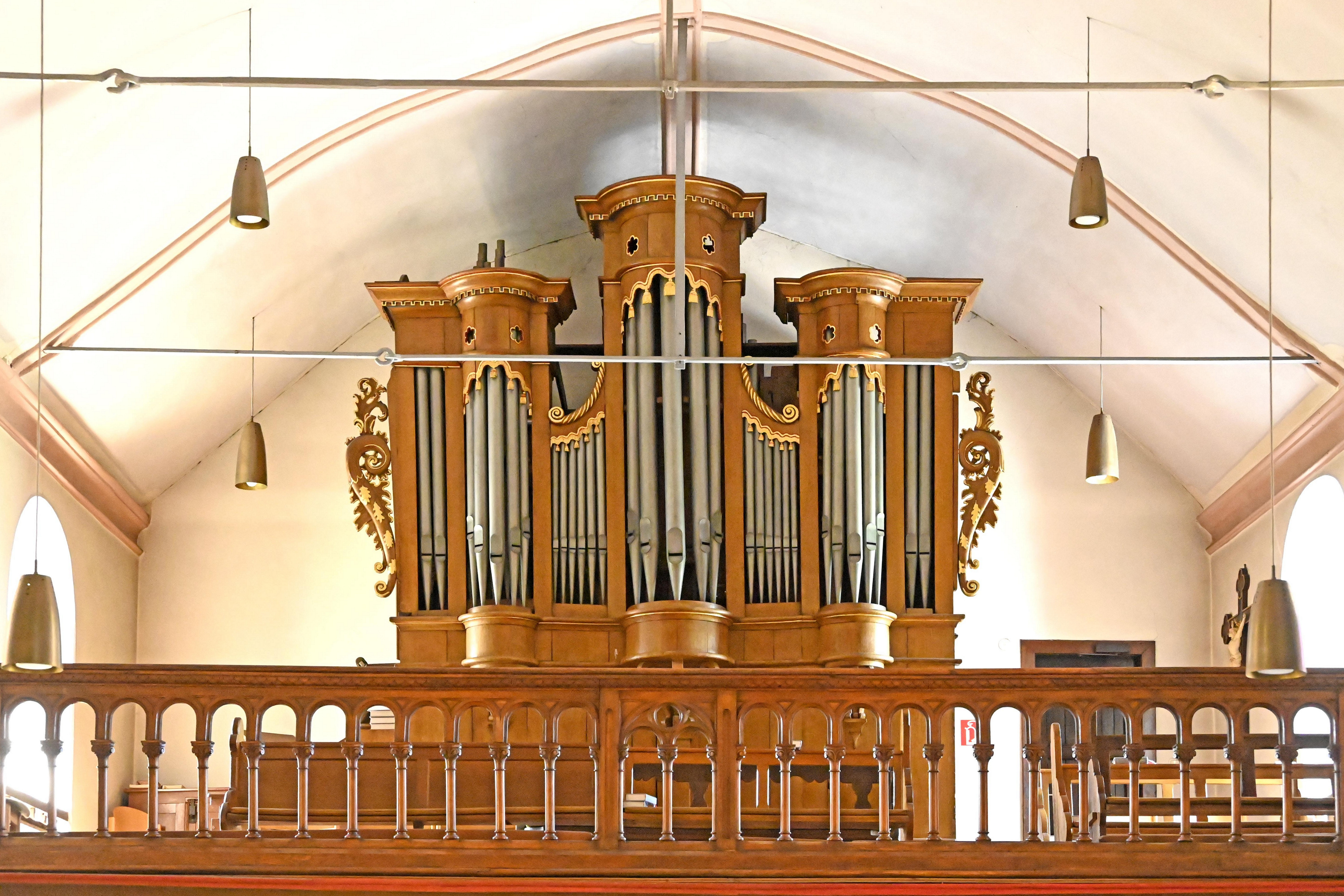
Orgelempore

Das Gotteshaus ist den hll. Petrus und Paulus geweiht und unter Nr. 69 in die Liste der Baudenkmäler in Blankenheim (Ahr) eingetragen.

## Geschichte

### Allgemeines
Im Jahr 1285 wurde erstmals ein Pfarrer von Blankenheimerdorf urkundlich erwähnt. Somit hat es auch bereits eine Kirche gegeben. Im Liber valoris aus der Zeit um 1308 werden die Kirche und die Pfarrei erstmals aufgeführt. Im Jahr 1508 wurde die Pfarre jedoch aufgelöst und Blankenheimerdorf wurde Filialgemeinde der Pfarre Blankenheim. Erst um 1540 wurde die Pfarre wiedererrichtet. 1802 kam die Pfarre zum Bistum Trier und 1825 fiel sie wieder an das Erzbistum Köln zurück. Zwischen 1807 und 1835 war die Pfarre wiederum aufgelöst und der Ort unterstand wieder der Blankenheimer Pfarre als Filiale. 1835 wurde die Pfarre schließlich wiedergegründet. Seit 1930 gehört der Ort zum Bistum Aachen.

### Kirchengebäude
Eine Kirche in Blankenheimerdorf hat bereits im 13. Jahrhundert bestanden. Das heutige Bauwerk wurde mit Ausnahme des Glockenturms, zwischen 1684 und 1687 auf Veranlassung des Grafen Salentin Ernst von Manderscheid-Blankenheim errichtet. Die Konsekration fand am 24. Mai 1687 statt. Im Jahr 1852 wurde der ältere Glockenturm abgerissen und durch einen Neubau ersetzt. 1853 wurde die Holzdecke erneuert und 1899 wurde eine Sakristei angebaut. 1991 wurde der Innenraum des Gotteshauses grundlegend renoviert.

## Ausstattung
Im Innenraum befinden sich ein am 9. August 1908 konsekrierter neuromanischer Hochaltar, eine Kommunionbank aus dem Jahr 1908, ein ehemaliges Altarbild des 18. Jahrhunderts, sowie verschiedene Heiligenfiguren aus den Jahren 1897, 1910 und 1911. Die Kreuzwegstationen sind Bilddrucke von 1912. Der Volksaltar und Ambo sind Werke aus Tuffstein und wurden 1991 geschaffen. Bis 1986 besaß die Kirche eine zwischen 1938 und 1946 entstandene Ausmalung. Die Deckengemälde schuf Ernst Jansen-Winkeln und die Wandgemälde waren Werke von Pater Egino Manall. Die Buntglasfenster schuf zum Teil Hans Hansen im Jahr 1948. Die restlichen Fenster überdauerten den Zweiten Weltkrieg und sind Werke der Firma Reuter & Reichert aus den Jahren 1904 bis 1935. Die Orgel ist ein Werk der Orgelbaufirma Gebr. Müller aus Reifferscheid und wurde 1912/13 erbaut. Sechs Register wurden aus der Vorgängerorgel von 1870 übernommen. Das Instrument besitzt eine pneumatische Traktur.

St. Peter und Paul (Blankenheimerdorf)
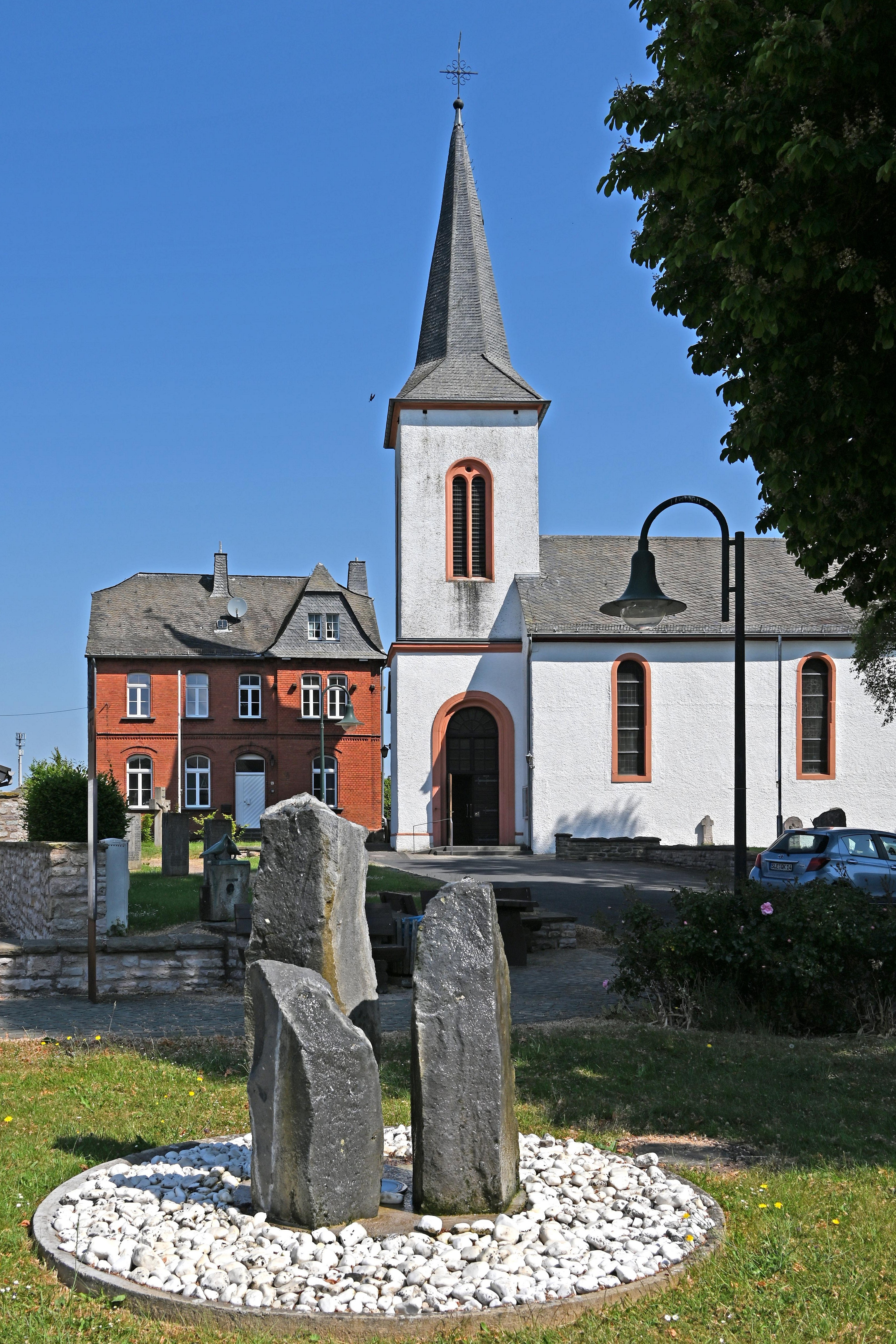
Kirchplatz
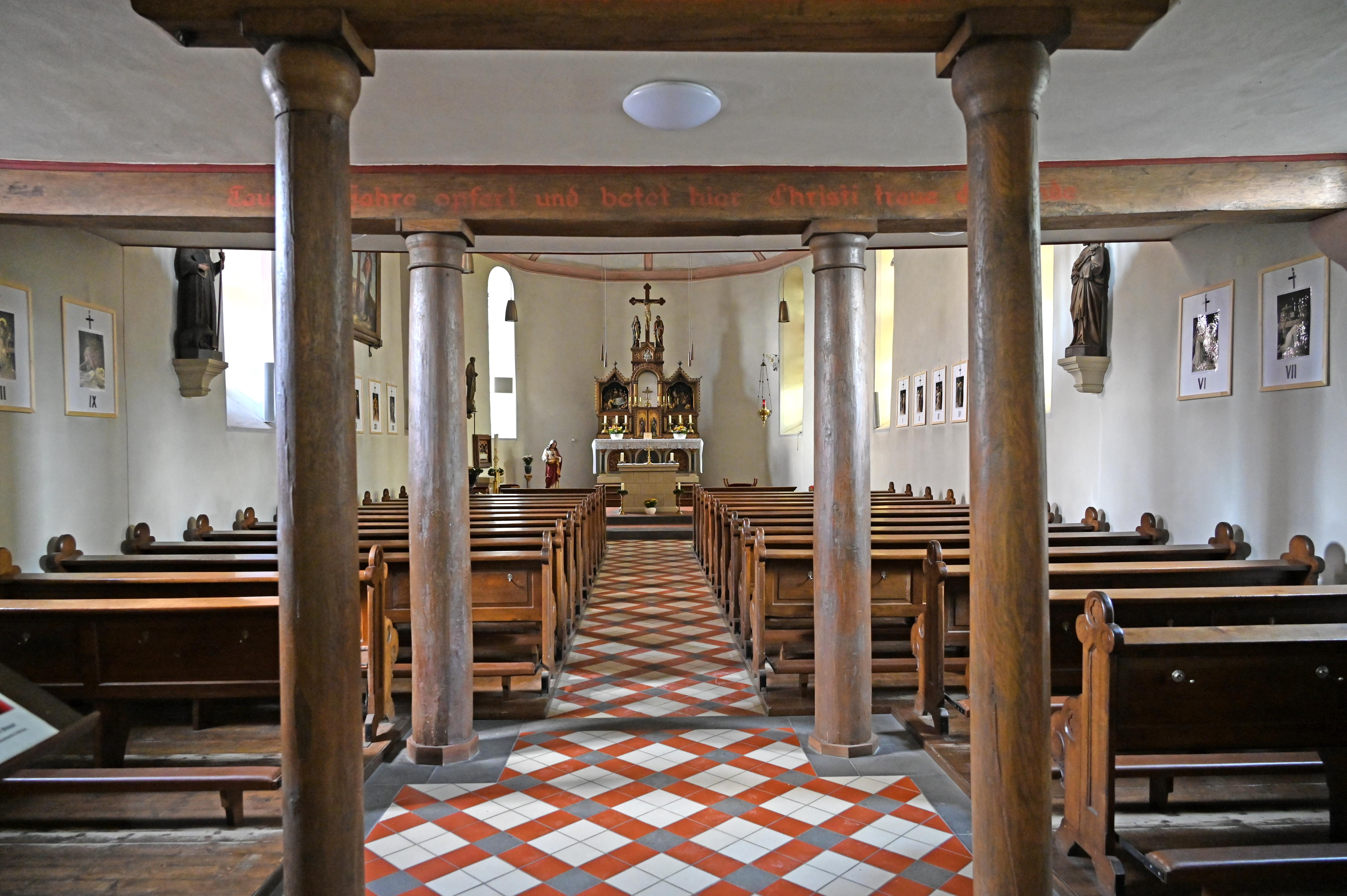
Blick zum Altar
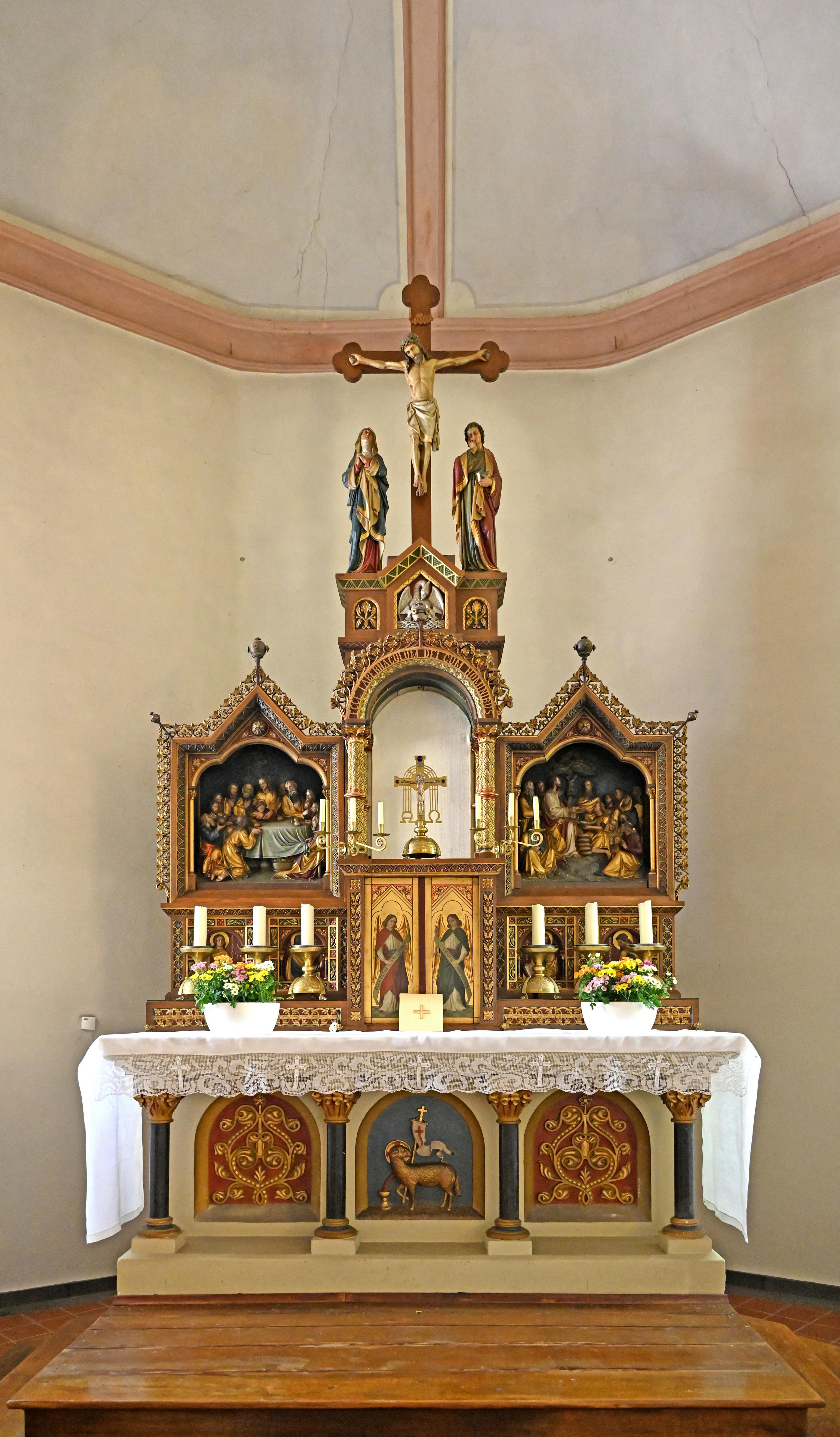
Hochaltar
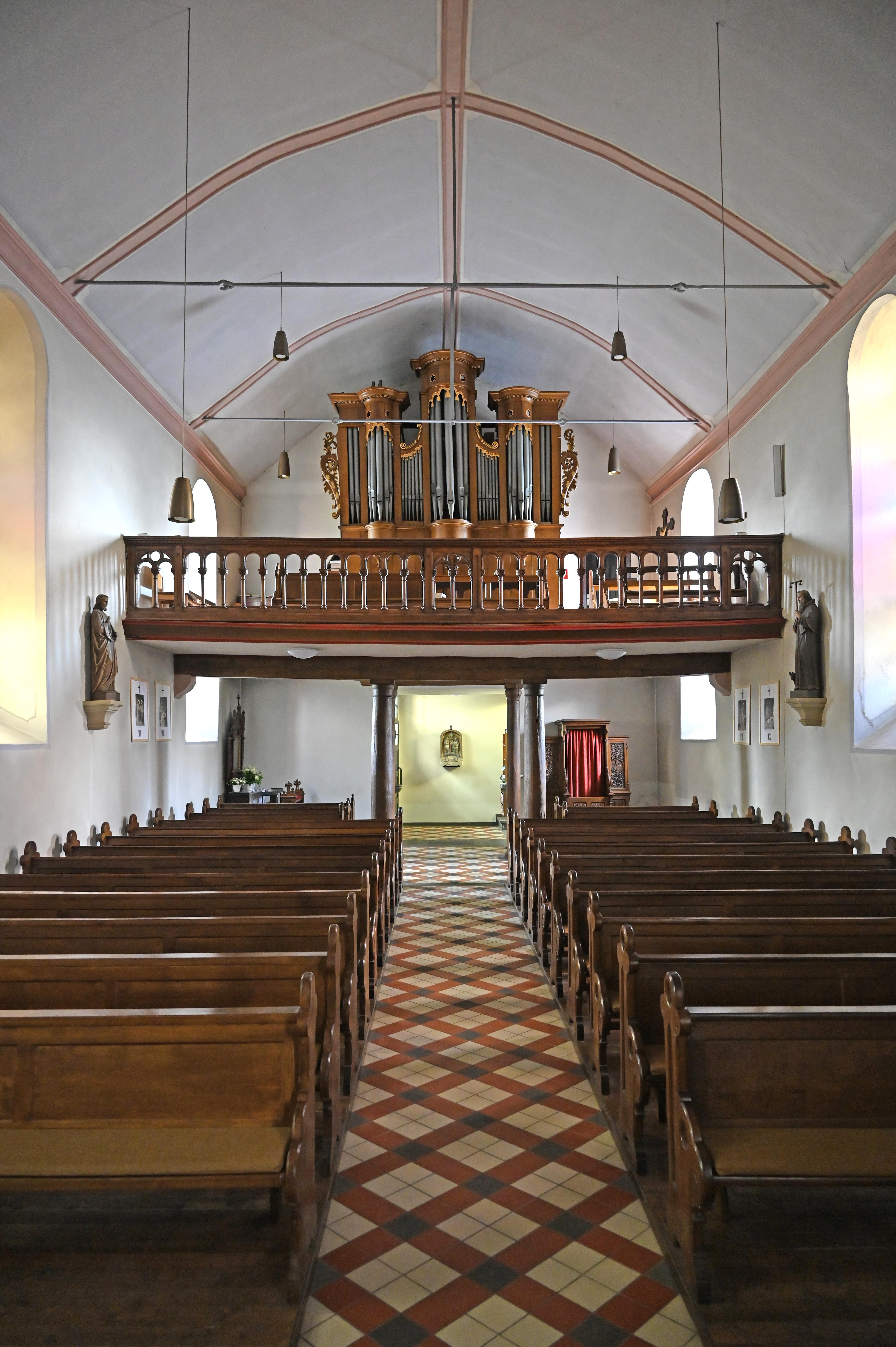
Innenraum
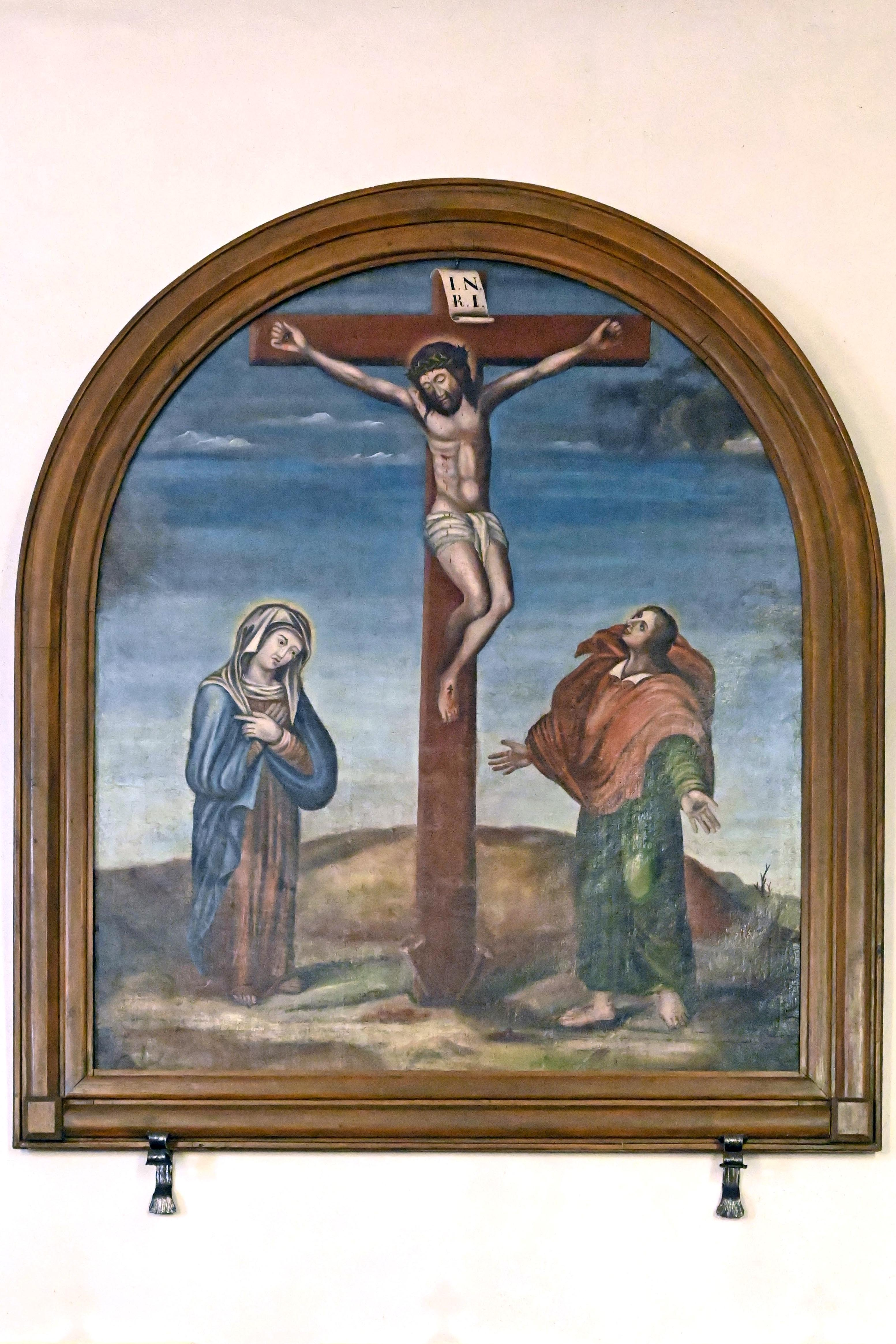
Altarbild

## Architektur
St. Peter und Paul ist eine einschiffige Saalkirche des Barock. Der zweigeschossige Glockenturm ist im Westen dem Schiff vorgebaut und im unteren Geschoss befindet sich an der Südseite das Hauptportal. Das Kirchenschiff ist Außen dreiseitig geschlossen und im Innern halbkreisförmig. An der Nordostecke ist eine Sakristei angebaut.

## Glocken
| Nr. | Name                  | Durchmesser (mm) | Masse (kg, ca.) | Schlagton (HT-1/16) | Gießer                          | Gussjahr |
| 1   | Maria und Peter       | 970              | 450             | a'                  | Joiris, Metz                    | 1421     |
| 2   | Gregorius und Donatus | 700              | 280             | h'                  | Unbekannt                       | 1764     |
| 3   | Jesus und Maria       | -                | 160             | d"                  | Claudius Lamiral, Arnsberg/Bonn | 1650     |